# أريغارون ربيعي
أريغارون ربيعي (الاسم العلمي: Erigeron vernus) هو نوع من النباتات يتبع جنس الأريغارون من الفصيلة النجمية.